# Shengshuizhen (ort i Kina, Shaanxi, lat 33,04, long 107,11)
Shengshuizhen (kinesiska: 圣水镇) är en ort i Kina. Den ligger i provinsen Shaanxi, i den nordvästra delen av landet, omkring 210 kilometer sydväst om provinshuvudstaden Xi'an. Antalet invånare är 21 947. Befolkningen består av 11 042 kvinnor och 10 905 män. Barn under 15 år utgör 15,0 %, vuxna 15-64 år 71 %, och äldre över 65 år 13,0 %.
Runt Shengshuizhen är det ganska tätbefolkat, med 166 invånare per kvadratkilometer. Närmaste större samhälle är Hanzhongshi, 9,1 km nordväst om Shengshuizhen. I omgivningarna runt Shengshuizhen växer i huvudsak blandskog.
Genomsnittlig årsnederbörd är 1 295 millimeter. Den regnigaste månaden är september, med i genomsnitt 282 mm nederbörd, och den torraste är december, med 3 mm nederbörd.